# برنسيس آن (ماريلاند)
برنسيس آن (بالإنجليزية: Princess Anne, Maryland)‏ هي بلدة تقع في مقاطعة سومرست (ماريلاند) بولاية ماريلاند في الولايات المتحدة. تأسست عام 1733، تبلغ مساحتها 4.38 (كم²)، وترتفع عن سطح البحر 5 م، بلغ عدد سكانها 3269 نسمة في عام 2010 حسب إحصاء مكتب تعداد الولايات المتحدة وتصل الكثافة السكانية فيها 760.7 نسمة/كم2.

## التركيبة السكانية
قام مكتب تعداد الولايات المتحدة بتحديد بيانات التركيبة السكانية لبرنسيس آن في تعداد الولايات المتحدة. في ما يلي، التركيبة السكانية حسب تعدادي 2000 و2010.

### تعداد عام 2000
بلغ عدد سكان برنسيس آن 2,313 نسمة بحسب تعداد عام 2000، وبلغ عدد الأسر 992 أسرة وعدد العائلات 498 عائلة مقيمة في البلدة. في حين سجلت الكثافة السكانية 1,843.2 نسمة لكل ميل مربع (711.7/كم2). وبلغ عدد الوحدات السكنية 1,117 وحدة بمتوسط كثافة قدره 890.1 نسمة لكل ميل مربع (343.7/كم2).
وتوزع التركيب العرقي للبلدة بنسبة 34.59% من البيض و 0.56% من الأمريكيين الأصليين و 0.78% من الأمريكيين ذوي الأصول الآسيوية و 0.04% من سكان جزر المحيط الهادئ و 62.86% من الأمريكيين الأفارقة و 0.69% من عرقين مختلطين أو أكثر.
بلغ عدد الأسر 992 أسرة كانت نسبة 26.4% منها لديها أطفال تحت سن الثامنة عشر تعيش معهم، وبلغت نسبة الأزواج القاطنين مع بعضهم البعض 25.4% من أصل المجموع الكلي للأسر، ونسبة 21.3% من الأسر كان لديها معيلات من الإناث دون وجود شريك، وكانت نسبة 49.7% من غير العائلات. تألفت نسبة 38.4% من أصل جميع الأسر من أفراد ونسبة 12.1% كانوا يعيش معهم شخص وحيد يبلغ من العمر 65 عاماً فما فوق. وبلغ متوسط حجم الأسرة المعيشية 3.14، أما متوسط حجم العائلات فبلغ 2.31.
بلغ العمر الوسطي للسكان 28 عاماً. وكانت نسبة 26.2% من القاطنين تحت سن الثامنة عشر، وكانت نسبة 20.2% بين الثامنة عشر والأربعة وعشرون عاماً، ونسبة 25.7% كانت واقعةً في الفئة العمرية ما بين الخامسة والعشرون حتى والأربعة وأربعون عاماً، ونسبة 17.0% كانت ما بين الخامسة والأربعون حتى الرابعة والستون، ونسبة 10.9% كانت ضمن فئة الخامسة والستون عاماً فما فوق. يوجد لكل 100 أنثى 84.7 ذكر، ويوجد لكل 100 أنثى في الثامنة عشر من عمرها فما فوق 77.7 ذكر.
بلغ متوسط دخل الأسرة في البلدة 20,066 دولار، أما متوسط دخل العائلة فبلغ 26,351 دولار. وكان متوسط دخل الذكور 19,492 دولار مقابل 22,857 دولار للإناث. وسجل دخل الفرد الخاص بالبلدة 10,944 دولار. وكانت نسبة 30.1% من العائلات ونسبة 39.8% من السكان تحت خط الفقر، وكان من هؤلاء نسبة 53.8% تحت سن الثامنة عشر ونسبة 21.0% في الخامسة والستين من العمر وما فوق.

### تعداد عام 2010
بلغ عدد سكان برنسيس آن 3,290 نسمة بحسب تعداد عام 2010، وبلغ عدد الأسر 1,276 أسرة وعدد العائلات 652 عائلة مقيمة في البلدة. في حين سجلت الكثافة السكانية 1,970.1 نسمة لكل ميل مربع (760.7/كم2). وبلغ عدد الوحدات السكنية 1,500 وحدة بمتوسط كثافة قدره 898.2 لكل ميل مربع (346.8/كم2).
وتوزع التركيب العرقي للبلدة بنسبة 57.1% من البيض و 0.2% من الأمريكيين الأصليين و 1.4% من الأمريكيين ذوي الأصول الآسيوية و 38.4% من الأمريكيين الأفارقة و 2.4% من عرقين مختلطين أو أكثر.
بلغ عدد الأسر 1,276 أسرة كانت نسبة 30.5% منها لديها أطفال تحت سن الثامنة عشر تعيش معهم، وبلغت نسبة الأزواج القاطنين مع بعضهم البعض 25.3% من أصل المجموع الكلي للأسر، ونسبة 22.1% من الأسر كان لديها معيلات من الإناث دون وجود شريك، بينما كانت نسبة 3.7% من الأسر لديها معيلون من الذكور دون وجود شريكة وكانت نسبة 48.9% من غير العائلات. تألفت نسبة 37.1% من أصل جميع الأسر من أفراد ونسبة 6.6% كانوا يعيش معهم شخص وحيد يبلغ من العمر 65 عاماً فما فوق. وبلغ متوسط حجم الأسرة المعيشية 3.04، أما متوسط حجم العائلات فبلغ 2.49.
بلغ العمر الوسطي للسكان 24.7 عاماً. وكانت نسبة 21.6% من القاطنين تحت سن الثامنة عشر، وكانت نسبة 29% بين الثامنة عشر والأربعة وعشرون عاماً، ونسبة 23.6% كانت واقعةً في الفئة العمرية ما بين الخامسة والعشرون حتى والأربعة وأربعون عاماً، ونسبة 17.7% كانت ما بين الخامسة والأربعون حتى الرابعة والستون، ونسبة 8.1% كانت ضمن فئة الخامسة والستون عاماً فما فوق. وتوزع التركيب الجنسي للسكان بنسبة 40.1% ذكور و59.9% إناث.

## من أعلام المدينة
- تشارلز شاييه-لونغ (1842 ـ 1917): عسكري ومحامٍ ودبلوماسي ومؤلف أمريكي، خدم في الجيشين الأمريكي والمصري، واكتشف بحيرة كيوغا في أوغندا.

## وصلات خارجية
- http://www.townofprincessanne.com/
- The US50 - Cities and Towns in Maryland State
- Maryland Cities and Towns, Facts, Map, Flag, Colleges, Government, and More